# Lifan 520
Lifan 520 — автомобіль класу «B» китайської компанії Lifan. 

## Опис моделі

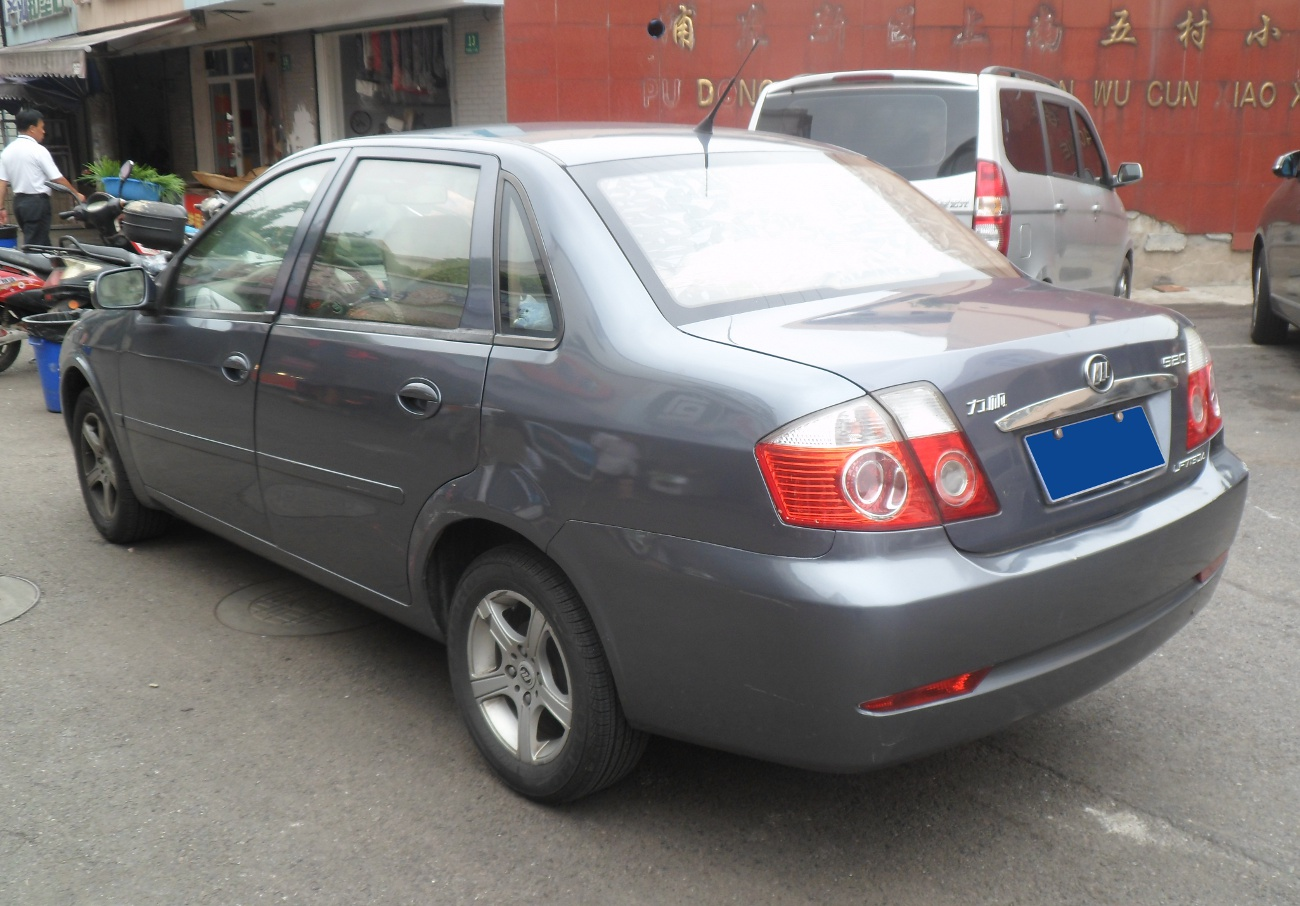
Lifan 520

Виробництво автомобіля Lifan 520 з кузовом седан розпочато у 2005 році. У 2007 році з'явилася модифікація з кузовом хетчбек під назвою Lifan 520i. 
На деяких ринках автомобілі відомі також під назвою Lifan Breez.
В основі автомобіля лежить платформа від Citroën ZX, що виготовляється на спільному підприємстві Citroën-Dongfeng. Виробничу лінію допомагала налагоджувати фірма Hainan Mazda, а проектування автомобіля не обійшлося без серйозної допомоги з боку дочірніх відділень найбільшого в Китаї автомобілебудівного концерну FAW. 

Автомобіль має чотири варіанти комплектації, до всіх з них в базі йдуть: повнорозмірне запасне колесо, гідропідсилювач керма, кондиціонер, центральний замок і електропідйомники скла. Колісні диски - сталеві на 14 дюймів, тільки в найдорожчому варіанті - литі диски. Без сумнівів, принцип стартової комплектації «все включено» - один з основних «козирів» взагалі китайських автомобілів, і автомобілів Lifan 520 зокрема.

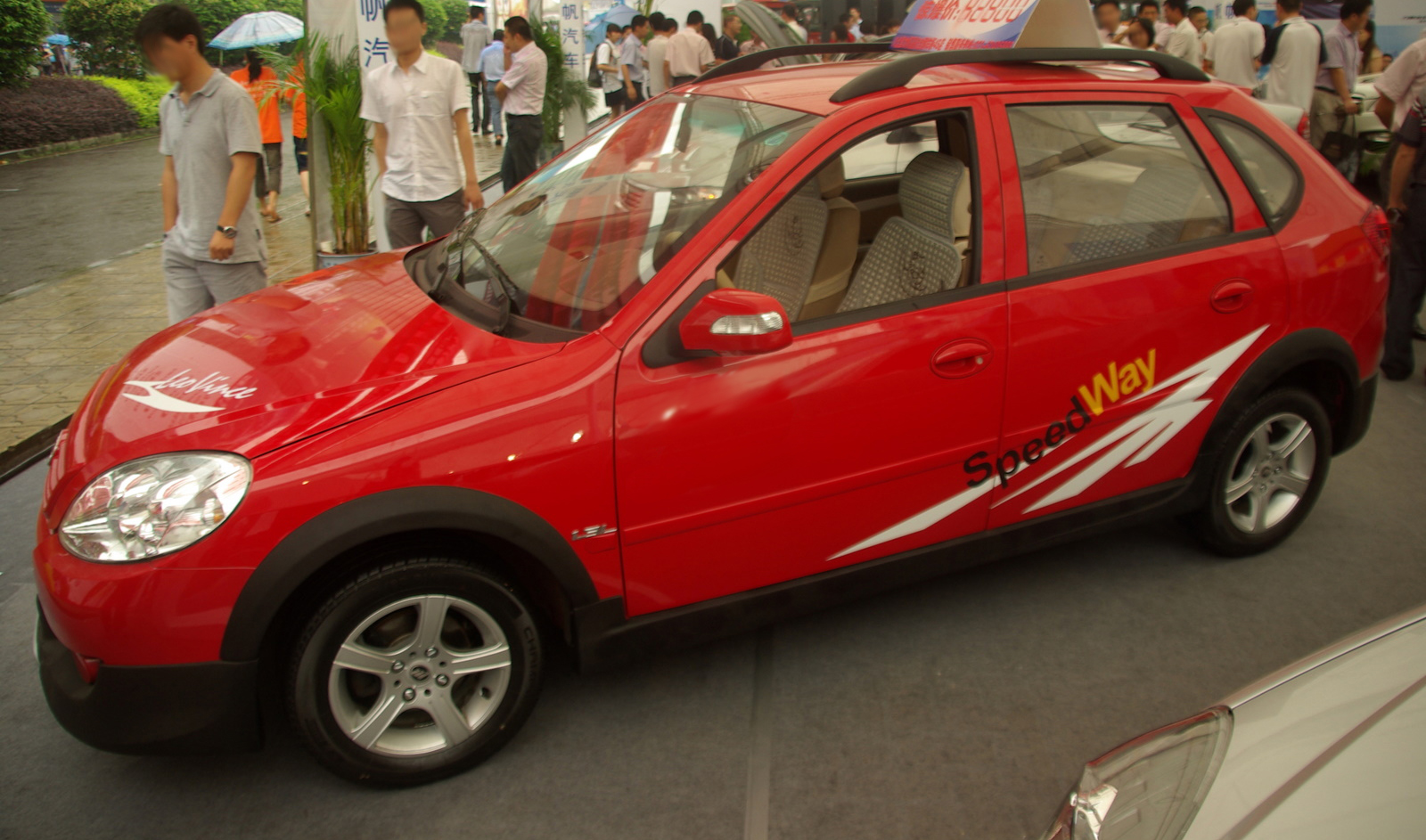
Lifan 520i

## Двигуни
На автомобілі Lifan 520 встановлюють поперечні чотирьохциліндрові 16-клапанні інжекторні двигуни об'ємом 1,3 і 1,6 літри.
| Індекс       | Модель двигуна | Об'єм    | Система живлення | Клапани/ГРМ | Потужність при об/хв    | Крутний момент при об/хв | Розгін від 0 до 100 км/год секунд | Максимальна швидкість км/год | Роки випуску |
| ------------ | -------------- | -------- | ---------------- | ----------- | ----------------------- | ------------------------ | --------------------------------- | ---------------------------- | ------------ |
| Бензинові Р4 |                |          |                  |             |                         |                          |                                   |                              |              |
| 1,3i         | LF479Q3        | 1342 см³ | інжектор         | 16/DOHC     | 89 к. с. (65 кВт)/6000  | 115 Нм/4800              | 14,2-14,5                         | 155-160                      | з 2005       |
| 1,6i         | LF481Q3        | 1587 см³ | інжектор         | 16/DOHC     | 106 к. с. (78 кВт)/6000 | 137 Нм/4500-4800         | 10,3-10,5                         | 170-175                      | з 2005       |
| 1,6i         | Tritec         | 1596 см³ | інжектор         | 16/DOHC     | 116 к. с. (85 кВт)/6000 | 149 Нм/4500              | ?                                 | 180                          | з 2005       |

## Модифікації
- Lifan 520 - автомобіль з кузовом седан.
- Lifan 520i - автомобіль з кузовом хетчбек.

## Ціна
Станом на 28 січня 2012 року ціна в Україні на автомобіль Lifan 520 з двигуном 1,3 л стартує з 83 999 грн., на автомобіль Lifan 520i з двигуном 1,3 л стартує з 82 999 грн.